# Sälsjötjärnen, Härjedalen
Sälsjötjärnen är en sjö i Härjedalens kommun i Härjedalen och ingår i Ljusnans huvudavrinningsområde. Sjön har en area på 0,0668 kvadratkilometer och ligger 468,4 meter över havet.

## Delavrinningsområde
Sälsjötjärnen ingår i det delavrinningsområde (686196-141836) som SMHI kallar för Mynnar i Härjåsjön. Medelhöjden är 501 meter över havet och ytan är 34,97 kvadratkilometer. Räknas de 3 avrinningsområdena uppströms in blir den ackumulerade arean 109,67 kvadratkilometer. Olingan som avvattnar avrinningsområdet har biflödesordning 3, vilket innebär att vattnet flödar genom totalt 3 vattendrag innan det når havet efter 271 kilometer. Avrinningsområdet består mestadels av skog (80 procent). Avrinningsområdet har 0,17 kvadratkilometer vattenytor vilket ger det en sjöprocent på 0,5 procent.